# Релігійне радіомовлення
Релігійне радіомовлення відноситься до поширення телевізійного та /або радіоконтента, в якому основною темою навмисно використовуються релігійні ідеї, релігійний досвід або релігійна практика. У деяких країнах релігійне мовлення розвивалося головним чином в контексті надання державних послуг (як у Великій Британії), у той час як в інших воно було в більшій мірі просувалося самими релігіозними організаціями (як в США). По всій Європі, а також в США і Канаді релігійне мовлення почалося в перші дні радіо, зазвичай з передачі релігійної служби, проповіді або «розмов». Згодом формати еволюціонували і містили у собі широкий спектр стилів і підходів, у тому числі радіо і телевізійні драматичні, документальні та чат-формати, а також більш традиційний релігійний контент. Сьогодні багато релігійних організацій записують проповіді і лекції і починають поширювати контент за своїми власними інтернет-каналами.
Релігійне мовлення може фінансуватися комерційно або через будь-яку систему громадського мовлення (релігійні мовники часто зізнаються некомерційними організаціями). Пожертвування від слухачів і глядачів, часто не обкладаються податком, запитуються деякими мовниками. У США 42 відсотки некомерційних радіостанцій в даний момент мають релігійний формат, де, з іншого боку, близько 80 відсотків з 2400 християнських радіостанцій і 100 християнських телестанцій на всій території США вважаються non-profit.
У деяких країнах, особливо в тих, які мають встановлену державну релігію, мовлення, пов'язане тільки з одним конкретним релігією, дозволено, а в деяких випадках навіть необхідно. Наприклад, згідно із законом, функція Державної Pakistan Broadcasting Corporation полягає в тому, щоб «транслювати такі програми, які можуть пропагувати ісламську ідеологію, національну єдність і принципи демократії, свободи рівності, терпимості і соціальної справедливості, проголошені ісламом …» (с. 10 (1) (б)).

### Україна
Релігійні радіостанції включають в себе:
- Радіо Марія
- Світле Радіо
- Radiolla Mantra
- Радіо Канал Благодаті

### Австралія
Релігійні радіостанції включають в себе:
- 3ABN Australia Radio
- Melbourne Jewish Radio
- Australia National Hindu Radio (ANHR)

### Індія
- World Hindu Radio ; остання в світі індуїстська громадська радіостанція, що базується в Айодх'я, Індія
- Angel Radio
- Jai Ram Community Radio
- Hindustan World Radio
- Malabar Muslim Radio
- Asian Muslim World
- Lord Radio
- Jwiees Radio International
- Vice of Hindu(VOH)
- Vice of Jain(VOJ)
- Vice of Sikh (VOS)
- Vice of Parasi (VOP)
- Vice of Christian (VOC)
- VOC Hindi
- VOC Tamil
- VOC Bangla

### Італія
- Radio Maria ; Міжнародне католицьке радіомовлення, засноване Erba, має філіали в 55 країнах світу. Радіо Ватикану є його родинним ЗМІ.

### Нідерланди
- Buddhist Broadcasting Foundation[4]
- Humanistische Omroep: Невеликий мовник, присвячений світському гуманізму.
- IKON (Interkerkelijke Omroep Nederland): невеликий мовник, який представляє різноманітний набір з дев'яти основних християнських церков.
- Joodse Omroep Нове ім'я NIKmedia (Nederlands-Israëlitisch Kerkgenootschap): голландсько-єврейський мовник.
- NIO (Nederlandse Islamitische Omroep): Маленький ісламський мовник.
- NMO (Nederlandse Moslim Omroep): маленький ісламський мовник, трохи більш прогресивний, ніж NIO.
- RKK (Rooms-Katholiek Kerkgenootschap): Малий римсько-католицький мовник, власне програмування, створене KRO. Католицькі події і послуги на телебаченні транслюються RKK.
- ZvK (Zendtijd voor Kerken): невеликий мовник, який транслює церковні служби з невеликих протестантських церков.

### Нова Зеландія
- Rhema Media містить в собі три радіомережі; Rhema, Life FM and Star.

### Філіппіни
- Catholic Media Network (католицизм)
- FEBC Philippines (християнство)
- Sonshine Radio

### Польща
- Radio Maryja — християнсько-національна польська освітня і релігійна радіостанція, що базується в Торуні, та належить фонду Lux Veritatis, зареєстрованому в Варшаві.

### Південна Корея
- GCN Global Christian Network (мовник)
- CTS (Christian Television System)
- CBS (Christian Broadcasting System)
- FEBC Korea (Far East Broadcasting Company)
- PBC (Pyeonghwa/Peace Broadcasting Corporation) ; catholic
- BBS (Buddhist Broadcasting System)
- WBS (원음방송 — Original Sound Broadcasting)

### Іспанія
- Cadena COPE ; Належить іспанській католицькій церкві

### Велика Британія
Релігійне мовлення у Великій Британії було засновано в 1922 році, коли BBC передала першу радіопроповідь. Релігійний образ Корпорації і значення, яке приписують місця її релігійного виробництва, обумовлені головним чином роллю першого генерального директора Бі-бі-сі [Джона Райта, 1st Baron Reith|John Reith]]. Райт був сином пресвітеріанського міністра. Хоча він і виступав проти вузького догматизму, він твердо вірив, що обов'язком Бі-бі-сі є активна пропаганда релігії. Схема, встановлена Райтом в перші роки, і створена ним консультативна система продовжували чинити сильний вплив на релігійну продукцію корпорації протягом воєнних років і після неї, і в кінцевому підсумку поширилася від радіо до телебачення.
Британські закони про мовлення забороняють релігійним організаціям, політичним партіям, місцевим органам влади та профспілкам управляти національними аналоговими наземними станціями. Деякі релігійні радіостанції доступні в певних областях в діапазонах MW (середня хвиля) або VHF (FM); інші передають сигнал з використанням інших методів (наприклад, за допомогою цифрового наземного телевізійного мовлення, супутникового і кабельного телебачення).
Premier Radio є на MW в районі Лондона, а також на національному рівні на DAB. United Christian Broadcasters доступні як в Лондоні, так і в Сток-он-Тренто, а також на національному рівні через DAB. Є кілька британських радіостанцій, які обслуговують жанрову групу або місцевість, наприклад, Cross Rhythms заснована в Сток-он-Трент. Branch FM працює по всьому Західному Йоркширу і є християнським радіо, що керується добровольцями. Як і більшість інших місцевих християнських станцій, вони також використовують Інтернет, щоб отримати національне охоплення. Існують інші британські радіоканали, які подають заявки на постійні тимчасові ліцензії, такі як Flame FM на Wirral, Cheshire, який подає заявку на двомісячне місцеве FM-мовлення в рік за ліцензією обмеженого обслуговування (RSL), і Refresh FM, яка регулярно віщає в Манчестері 3 або 4 тижня протягом пасхального періоду.
Також є релігійні мовники, які передають до Великої Британії ефіри ззовні на середній хвилі вночі (коли сигнали MW поширюються набагато далі), купуючи ефірний час на комерційних станціях, таких як Manx Radio (з острова Мен) і Trans World Radio (з Монте Карло).
Хоча існують жорсткі обмеження щодо того, щоб релігійні групи створювали свої власні радіо-і телестанції, для BBC і ITV існує законна вимога транслювати певну кількість релігійних програм. Деякі комерційні місцеві радіостанції передають обмежену кількість релігійних програм, особливо в Північній Ірландії і деяких частинах Шотландії.

### США
У 1938 році Федеральна рада церков подала петицію в Національну асоціацію телерадіомовників і Федеральну комісію з зв'язку офіційно зажадавши заборонити всі платні релігійні програми в ефірі. Основні радіомережі в цей час пожертвували час трьом основним підрозділам релігії в Сполучених Штатах: протестантської, римсько-католицької, і іудаїзму. Протестантські програми були поставлені під виняткове керівництво Ради, організації, яка представляла близько тридцяти конфесій, але менше половини з них належало до американського протестантизму. Відверто ліберальна в своїй теології, Федеральний рада не буде спонсорувати консервативну програму, таку як  Лютеранська година. Заздрячи цьому привілею, генеральний секретар Ради офіційно заявив в 1929 році: «У майбутньому жодна деномінація або окрема церква не зможуть забезпечити собі який-небудь час в ефірі, якщо вони не будуть готові платити непомірно високі ціни». .. "Це було переможено Уолтером А. Майєром і іншими.
Найвидатніша релігія в Сполучених Штатах — християнство, особливо євангелісти. Аудиторія християнського радіо зросла за останні двадцять років і має розсіяну публіку по всій території США. Біблійний інститут Муді був першою релігійною організацією, яка використала супутникове радіо для охоплення більшої аудиторії, ніж раніше. Біблійний інститут Муді також був однією з перших релігійних організацій мовленнєвих мереж, що отримала некомерційну освітню FM-ліцензію від FCC, що дозволило їм відкривати інші станції. Релігійне мовлення в Сполучених Штатах — це, в основному, провінційні місцеві або регіональні мережі, які виробляють програми, які стосуються їх спільноти, і зазвичай звучать на станціях, що мають некомерційні освітні мовленнєві ліцензії. Хоча релігійне радіо починалося як місцеве, через дерегулювання в Законі про телекомунікації 1996 року його стало більше завдяки об'єднананню з місцевими філіями в рамках національної радіокомпанії. Існує кілька національних мереж, які включають в себе:
- 3ABN Radio
- Air1
- EWTN Radio
- Family Radio
- K-LOVE
- LifeTalk Radio
- Radio 74 Internationale
- Relevant Radio
- Salem Radio Network
- VCY America